# Marcin Janos Krawczyk
Marcin Janos Krawczyk (ur. 26 października 1978 w Tomaszowie Lubelskim) – polski aktor telewizyjny teatralny i filmowy, także scenarzysta i reżyser.

## Życiorys
W szkole podstawowej grał w koszykówkę i piłkę ręczną, był w reprezentacji szkoły. W liceum po raz pierwszy skoczył wzwyż i od razu pobił rekord szkoły, wygrał mistrzostwa wojewódzkie. Gdy dostał się na wydział zamiejscowy we Wrocławiu Państwowej Wyższej Szkoły Teatralnej im. Ludwika Solskiego, równolegle zaczął uczęszczać na treningi do Akademii Wychowania Fizycznego. Ostatecznie wybrał jednak aktorstwo. Po ukończeniu studiów związał się z Teatrem Dramatycznym w Warszawie (2001–2003). Występował także w Teatrze Powszechnym im. Jana Kochanowskiego w Radomiu (2004) i Centrum Artystycznym M25 [Mińska 25] w Warszawie (2006), gdzie zagrał postać Franciszka w sztuce off-owej autorstwa Macieja Kowalewskiego Bomba.
Odrzucił rolę Waldemara Kiepskiego w sitcomie Polsat Świat według Kiepskich. Ostatecznie wystąpił w serialu wyłącznie w roli epizodycznej, następnie zagrał w serialach: Przeprowadzki (2001), Klan (2002–2003), Czego się boją faceci, czyli seks w mniejszym mieście (2003, 2004), Kasia i Tomek (2003), Kryminalni (2004), Na dobre i na złe (2004), Camera Café (2004), Lokatorzy (2004) i Niania (2005). Największą rozpoznawalność przyniosła mu rola księdza wikarego Antoniego Króla w telenoweli TVP1 Plebania (2005–2010). W 2008 był finalistą drugiej edycji programu rozrywkowego TVP2 Gwiazdy tańczą na lodzie.
Ukończył kurs reżyserii dokumentalnej i warszawską Mistrzowską Szkołę Reżyserii Filmowej Andrzeja Wajdy. Jego debiut reżyserski dziewięciominutowego filmu Rendez-vous (2006) był prezentowany w dwudziestu pięciu krajach świata, spotkał się z uznaniem na festiwalu filmowym w Berlinie i zdobył nominację do nagrody Złotego Berlińskiego Niedźwiedzia.

## Życie prywatne
Swoją przyszłą żonę Karolinę poznał w Paryżu, gdzie się zaręczyli. Mają syna Marcela (ur. 2004) i córkę Marię (ur. 2008). Zamieszkali razem w Warszawie.

## Filmografia
- 1999-2002: Świat według Kiepskich jako Ken (odc. 19), mężczyzna (odc. 89), mężczyzna w reklamie (odc.113) (w napisach nazwisko Kowalczyk)[2].
- 2001: Przeprowadzki jako Ryszard Szczygieł, syn Róży i Czesława (odc. 9)
- 2002–2003, 2014: Klan jako Sebastian Samborski, sąsiad Beaty i Jacka Boreckich
- 2002: Plebania jako pracownik Tracza (odc. 180)
- 2003: Pogoda na jutro jako fotograf w biurze wyborczym Cichockiego
- 2003–2004: Na dobre i na złe jako fotografik Bogus (odc. 166 i 169)
- 2003: Kasia i Tomek jako Marek (Seria II/odc. 2)
- 2003–2005: Czego się boją faceci, czyli seks w mniejszym mieście jako "Blejtram", sąsiad Gustawa
- 2004: Lokatorzy jako Wojtek Dereś (odc. 200)
- 2004: Kryminalni jako dziennikarz TVN (odc. 13)
- 2004: Camera Café jako redaktor pisemka
- 2005–2010: Plebania jako ksiądz Antoni Król, wikariusz w Tulczynie
- 2005: Niania jako aktor Paweł Wilczyński (odc. 5)
- 2006: Hela w opałach jako urzędnik podatkowy (odc. 3)
- 2006: Dublerzy jako funkcjonariusz CBŚ
- 2007: Twarzą w twarz jako ochroniarz w firmie Zarzyckiego (odc. 10)
- 2007: Magda M. jako Dominik Rosa (odc. 47)
- 2009: Na północ od Kalabrii jako ksiądz
- 2009: Sprawa Janusza W. jako lekarz
- 2010: 1920. Wojna i miłość jako major Jaworski (odc. 9, 11 i 12)
- 2011: Przepis na życie jako trener "Grubej" (odc. 23)
- 2011: Na Wspólnej jako Jarek Walczak
- 2011: Ojciec Mateusz jako Roman Drawski (odc. 91)
- 2012: M jak miłość jako Karol Sienkiewicz
- 2013: Tajemnica Westerplatte jako Piotr Buder
- 2013–2014: Barwy szczęścia jako Jacek Guzowski, chłopak Kseni
- 2014: Prawo Agaty jako mąż Niny (odc. 71)
- 2015: Komisarz Alex jako Filip (odc. 83)
- 2016: Smoleńsk jako dziennikarz TVM-SAT
- 2016–2017: Pierwsza miłość jako Lew Gromski, aktor
- 2016: Ranczo jako dziennikarz (odc. 130)
- 2016: Druga szansa jako facet z klubu (Seria I/odc. 6)
- 2017: W rytmie serca jako Roman z Bydgoszczy (odc. 8)
- 2018: Przyjaciółki jako Alex Sarnowicz
- 2018: Ojciec Mateusz jako operator Krzysztof Opoka (odc. 242)
- 2018: Nielegalni jako policjant (odc. 3 i 4)
- 2019: M jak miłość jako Maciek Jaros
- 2019: Komisarz Alex jako Konrad Rawski, kochanek Leny Kubicz (odc. 149)
- 2020: Szadź jako ojciec Piotra w młodości
- 2020: Barwy szczęścia jako reżyser Erwin Pucki (odc. 2245, 2246)
- 2021: Miasto jako uczestnik Wojewódzkiego Zjazdu Pisarzy
- 2022: Tajemnica zawodowa II jako mecenas Wojciech Szymański, przedstawiciel towarzystwa ubezpieczeń (odc. 2)
- 2022: Pewnego razu na krajowej jedynce jako Rafał, partner Klary (odc. 1,2)
- 2023: Sexify 2 jako biznesmen ze stypy (odc. 3)
- 2024: Ojciec Mateusz jako Damian Tokarski, narzeczony Mai Porady (odc. 405)

## Udział w reklamie
- 1999–2003: Silan, płyn do płukania
- 2017–2018: Vectra[3]
- 2024: Opokan Max
- 2025: Protefix® Dental, żel kojąco–regenerujący do dziąseł